# 女神異聞錄5 戰略版
《女神異聞錄5 戰略版》（簡稱「P5T」）是一款由Atlus開發並發行的戰略角色扮演遊戲，为《女神異聞錄5》的衍生续作。遊戲于2023年11月17日在Xbox One、Xbox Series X/S、PlayStation 4、PlayStation 5、Microsoft Windows和任天堂Switch平台发售。

## 游戏玩法
本作的玩法以策略模擬RPG为主（类似于火焰之纹章系列的玩法），同时也保留「1MORE」、「总攻击」等女神異聞錄系列經典的战斗元素。

## 故事简介

### 登場人物
艾露（Elle）　配音員：高橋李依（日本）
本作出现并拯救Joker一行人的神秘少女。

## 发布
2023年6月，世嘉欧洲提前泄露了本作的预告片，《女神異聞錄5 戰略版》在稍后举行的微软与贝塞斯达游戏发布会上正式公布并确认登陆Xbox Series X/S、Xbox One、Windowes以及微软的Xbox Game Pass服务；在之后的任天堂直面会上确认登陆任天堂Switch平台。本作有一個名為“Repaint Your Heart”的DLC，预购奖励有俄耳甫斯·賊神和伊邪那岐・贼神的人格面具。

## 外部連結
- 官方网站：繁体中文、简体中文、日文